# Amália - O Filme
Amália - O Filme é um filme português realizado por Carlos Coelho da Silva, estreado em Portugal a 4 de Dezembro de 2008.
O filme é a primeira biografia ficcionada da fadista Amália Rodrigues. Esta obra cinematográfica foi um projecto de dimensão nacional e internacional que retrata, de forma romanceada, um período longo da vida da maior fadista de todos os tempos e figura incontornável da história do século XX português.

## Elenco
- Sandra Barata Belo… Amália Rodrigues
- Carla Chambel… Celeste Rodrigues
- Ricardo Carriço… César Seabra
- José Fidalgo… Francisco da Cruz
- António Pedro Cerdeira… Ricardo Espírito Santo
- Ricardo Pereira… Eduardo Ricciardi
- António Montez… avô António
- Ana Padrão… mãe

## Banda sonora
1. "Gaivota"
2. "Quando eu era pequenina"
3. "Sabe-se lá"
4. "Abertura"
5. "Fado do ciúme"
6. "Foi Deus"
7. "Amália"
8. "Uma casa portuguesa"
9. "Lisboa não sejas francesa"
10. "Barco negro"
11. "Aranjuez mon amour"
12. "Yoshabel"
13. "Estranha forma de vida"
14. "Povo que lavas no rio"
15. "Amália e Alain"
16. "Abandono"
17. "Medo"

## Receção
Os familiares de Amália declararam que o argumento do filme «deturpa grosseiramente a realidade», tendo por isso tentado impedir a realização e estreia do filme através de uma providência cautelar à qual o tribunal deu parecer negativo, pois considera que a obra em questão  «não retrata com verdade nem a personalidade de Amália, nem a personalidade dos seus familiares, nem tão pouco as suas vidas».

### Box office
Apesar das polémicas, Amália - O Filme arrecadou quase mais de €900 000 e foi visto por cerca de 215 000 espectadores em Portugal, sendo até à data o 12º filme português mais visto desde 2004.